# Herman Wikblad
Sven Herman Wikblad, född 7 juli 1841 i Katarina församling i Stockholm, död 13 augusti 1904 i Jakob och Johannes församling, Stockholm, var en svensk jurist och politiker. 
Wikblad blev student vid Uppsala universitet 1860, där han 1863 avlade hovrättsexamen, utnämndes 1868 till vice häradshövding och 1873 till sekreterare och ombudsman i Riksgäldskontoret. Han var 1875–89 sekreterare på statsutskottets riksgäldsavdelning och 1884–89 i själva utskottet, var ledamot av skatteregleringskommittén (1880–82) samt av kommittéerna för avgivande av förslag till ny instruktion för riksdagens revisorer (1884) och till ny bolagslagstiftning (1886–89). 
Då Gustaf Åkerhielm, som fjorton år varit riksgäldsfullmäktiges ordförande, den 12 oktober 1889 blev statsminister, kallades Wikblad att som konsultativt statsråd inträda i konseljen, och han tillhörde denna till 25 juli 1901, då han utnämndes till president i Kammarkollegium. Han var ordförande i styrelsen för Stockholms Nya Spårvägs AB 1902–04.
Wikblad var 1880–89 ledamot av de kungliga teatrarnas pensionsinrättnings styrelse och deltog 1889 i stiftandet av teaterbyggnadskonsortiet. 1876–89 var han ordförande i Musikaliska konstföreningen, blev 1884 ledamot av Musikaliska akademien och hade 1885–89 plats i dess förvaltningsutskott.